# Xerantheminae
Xerantheminae, podtribus glavočika, dio tribusa Cardueae u potporodici Carduoideae.

## Rodovi
1. Subtribus Xerantheminae Cass. ex Dumort.
  1. Shangwua Yu J. Wang, Raab-Straube, Susanna & J. Quan Liu (3 spp.)
  2. Amphoricarpos Vis. (5 spp.)
  3. Chardinia Desf. (1 spp.)
  4. Siebera J. Gay (2 spp.)
  5. Xeranthemum L. (5 spp.)